# Lago Vättern
El lago Vättern es el segundo lago más grande de Suecia, después del lago Vänern. Con una superficie de 1912 km², su profundidad máxima conocida, 128 metros, se alcanza al sur de Visingsö. La profundidad media es de 39 metros.
El lago Vättern es famoso por la excelente calidad de su agua. Muchas localidades a su alrededor toman el agua de consumo directamente del lago, ya que requiere muy pocos tratamientos y se puede beber sin problemas en casi cualquier punto del lago. Se considera que el lago Vättern constituye la mayor masa de agua potable del mundo.
El origen de su nombre puede ser la palabra sueca "vatten", agua. Sin embargo no está del todo claro y otros dicen que el nombre podría venir del vocablo antiguo "vätter", "espíritus del bosque o del lago".
En el norte se puede encontrar un extraño fiordo interior llamado Alsen.
El Vättern también es conocido por la prueba ciclista anual Vätternrundan, que atrae a unos 15.000 participantes en un recorrido de 300 km por las orillas del lago.
También son importantes sus recursos pesqueros para las comarcas colindantes. A los turistas les está permitido pescar siempre que no usen redes.
Situado en Götaland, desagua en el mar Báltico, por el río Motala. A la altura de Gränna se encuentra la pintoresca isla de Visingsö. Otras ciudades alrededor del lago son Vadstena, Jönköping, Huskvarna, Hjo, Askersund, Åmmeberg y Karlsborg. Se encuentra entre las provincias de Vestrogotia, Nericia, Ostrogotia y Esmolandia.

## Curiosidades
- En días de suficiente viento los más atrevidos practican el surf en la playa de Jönköping.
- Cuentan los mayores que el lago tiene conexión subterránea con Alemania, ya que se han dado varios casos de aparición de objetos alemanes flotando en el agua.

## Notas

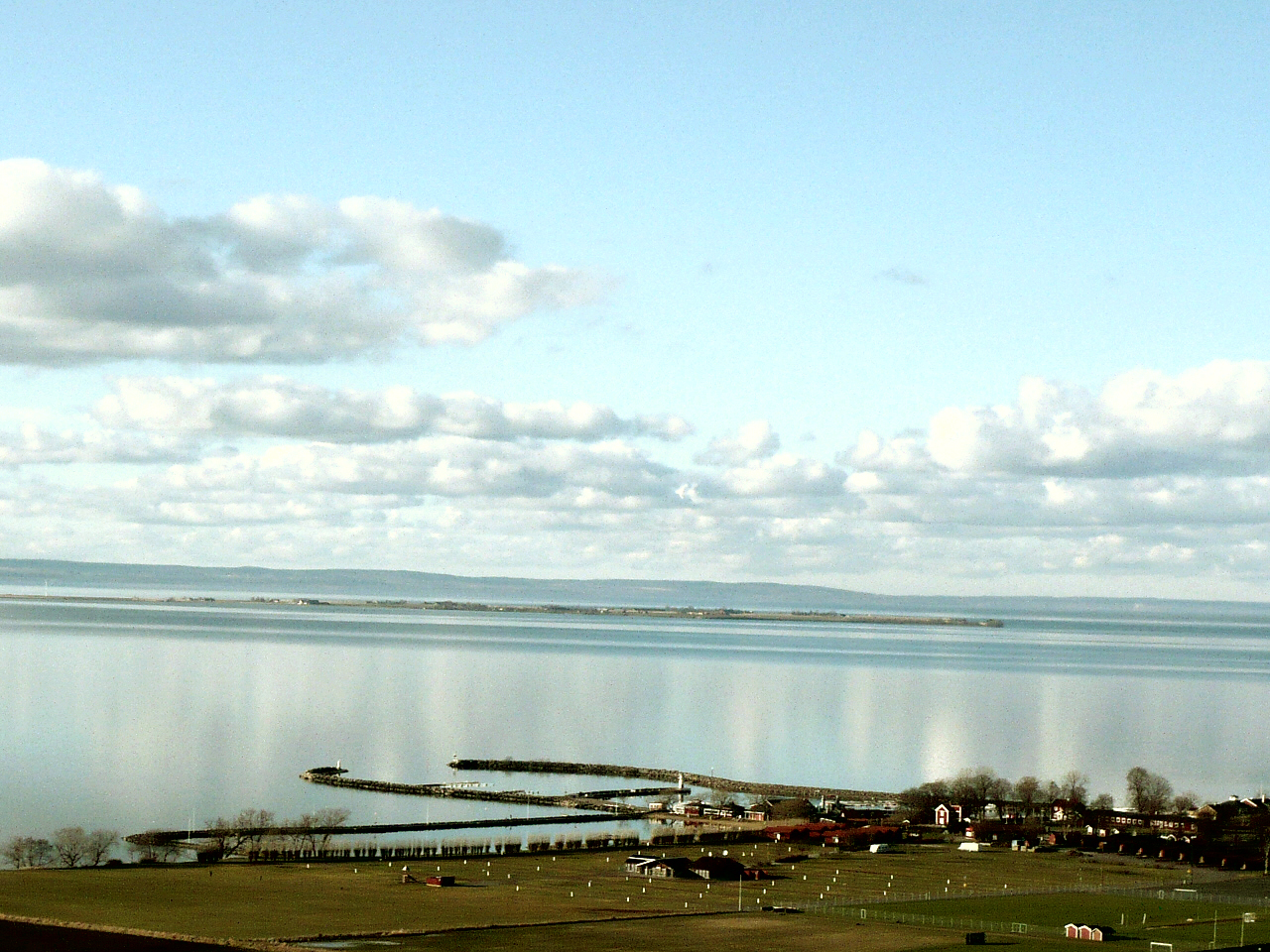
Vista del lago